# Mungo (Schiff)
Die Mungo war ein Schiff des Kaiserlichen Gouvernements der deutschen Kolonie Kamerun und Teil der Gouvernements-Flottille.

## Geschichte
Das Schiff wurde benannt nach dem Fluss Mungo in Kamerun. Es war ein Heckraddampfer mit sehr geringem Tiefgang für die Flussgewässer von Kamerun.
1896 gebaut ging die Mungo nach der Überführung nach Kamerun im Mai 1897 in den Dienst der Kolonialverwaltung von Kamerun als Inspektions- und Peilfahrzeug. Durch die schlechte Nietung war das Schiff aber nicht einsatzfähig und musste bis in das Jahr 1898 hinein repariert werden. Aufgrund dessen wurde die Bauwerft in Rosslau von weiteren Schiffbauaufträgen für die deutsche Regierung ausgeschlossen.
Nach der Reparatur verrichtete die Mungo ihren Dienst als Fahrzeug des Gouvernements. Etwa im Jahr 1907 folgte eine weitere Grundreparatur auf der Slipanlage von Douala. 1911 war der Heckraddampfer noch im Einsatz. Sein weiteres Schicksal ist unbekannt.